# الفرقة 98 (إسرائيل)
الفرقة 98 مظلات، والمعروفة أيضًا باسم تشكيل النار ((بالعبرية: עֻצְבַּת הָאֵשׁ)، هي فرقة مشاة احتياطية تابعة للقيادة الإقليمية المركزية في الجيش الإسرائيلي.

## الوحدات

هيكل الفرقة 98 مظليين عام 2017

- اللواء 35 مظلات "الثعبان الطائر" (نظامي)
- لواء 89 كوماندوز «عوز» / «الشجاعة» (نظامي)
- اللواء 55 مظلات"هود هانيت" / "رأس الرمح" (احتياطي)
- لواء 551 مظلات «هتسي هإيش» / «سهام النار» (احتياطي)
- الوحدة 7298 محمولة جوا المضادة للطائرات «يانمان»
- كتيبة إشارة الفرقة